# Giro dell'Appennino 2001
Il Giro dell'Appennino 2001, sessantaduesima edizione della corsa, si svolse il 25 aprile 2001, su un percorso di 199,4 km. La vittoria fu appannaggio del kazako Aleksandr Šefer, che completò il percorso in 5h14'52", precedendo il lituano Raimondas Rumšas e l'ucraino Serhij Hončar.
I corridori che partirono da Pontedecimo furono 143, mentre coloro che tagliarono il medesimo traguardo furono 58.

## Ordine d'arrivo (Top 10)
| Pos. | Corridore          | Squadra                      | Tempo    |
| ---- | ------------------ | ---------------------------- | -------- |
| 1    | Aleksandr Šefer    | Alessio-Bianchi              | 5h14'52" |
| 2    | Raimondas Rumšas   | Fassa Bortolo                | s.t.     |
| 3    | Serhij Hončar      | Liquigas-Pata                | a 27"    |
| 4    | Giuseppe Di Grande | Tacconi Sport-Vini Caldirola | a 1'17"  |
| 5    | Giuliano Figueras  | Ceramiche Panaria-Fiordo     | s.t.     |
| 6    | Cadel Evans        | Saeco                        | s.t.     |
| 7    | Peter Luttenberger | Tacconi Sport-Vini Caldirola | s.t.     |
| 8    | Andrea Noè         | Mapei-Quick Step             | s.t.     |
| 9    | Pascal Hervé       | Alexia Alluminio             | s.t.     |
| 10   | Franco Pellizotti  | Alessio-Bianchi              | a 2'07"  |